# Pseudachorutes pachyrostris
Pseudachorutes pachyrostris is een springstaartensoort uit de familie van de Neanuridae. De wetenschappelijke naam van de soort is voor het eerst geldig gepubliceerd in 1948 door Becker.